# باب لاتز (تنیس‌باز)
 باب لاتز (انگلیسی: Bob Lutz؛ زاده ۲۹ اوت ۱۹۴۷) یک تنیس‌باز اهل ایالات متحده آمریکا است.